# Joachim Küpper
Joachim Küpper (* 22. Januar 1952 in Recklinghausen) lehrt Romanistik sowie Allgemeine und Vergleichende Literaturwissenschaft an der Freien Universität Berlin.

## Leben
Im Anschluss an ein Studium der Romanistik und der Geschichtswissenschaft an den Universitäten Bochum, Paris und Toulouse war Küpper ab 1977  als Wissenschaftlicher Assistent am Institut für Romanische Philologie der Ludwig-Maximilians-Universität München tätig. Nach Promotion (1980) und Habilitation (1987) folgte er im Jahre 1989 einem Ruf an die Bergische Universität Wuppertal.
Zum Sommersemester 2009 wechselte er auf die Professur für Romanische Philologie und Allgemeine und Vergleichende Literaturwissenschaft  an der Freien Universität Berlin. Zahlreiche weitere Rufe, u. a. nach Tübingen, Bonn und Köln, lehnte er ab.
Von 2007 bis 2015 wirkte Küpper als (Gründungs-)Direktor des Dahlem Humanities Center. Von 2003 bis 2010 war er Visiting Associate Professor an der Johns Hopkins University, Baltimore, von 2009 bis 2016 Directeur de recherche invité an der École des Hautes Études en Sciences Sociales (EHESS), Paris.

## Auszeichnungen und Mitgliedschaften
Küppers Leistungen wurden mit zahlreichen und bedeutenden Auszeichnungen gewürdigt. Auf zwei kleinere Preise für die Doktorarbeit (1980) folgten der  Heinz-Maier-Leibnitz-Preis des Bundesministeriums für Wissenschaft und Forschung (1987), der Leibniz-Preis der Deutschen Forschungsgemeinschaft (2001) und schließlich ein Advanced Grant des Europäischen Forschungsrates (2009).
Von 2001 bis 2015 war Küpper Verantwortlicher Herausgeber der komparatistischen Zeitschrift Poetica, von 1997 bis 2015 Mitherausgeber des Romanistischen Jahrbuchs.
Seit 2008 ist Küpper korrespondierendes Mitglied der Göttinger Akademie der Wissenschaften, seit 2010 Mitglied der Nationalen Akademie der Wissenschaften Leopoldina. 2016 wurde er zum Mitglied der American Academy of Arts and Sciences gewählt; seit 2018 ist er korrespondierendes Mitglied der Nordrhein-Westfälische Akademie der Wissenschaften und der Künste.

## Leistungen
In der Begründung für die Verleihung des Leibniz-Preises heißt es, seine Arbeiten seien wegweisend, insofern sie ein literarhistorisches mit einem literaturtheoretischen Interesse verbinden und für die Philologie fruchtbar machen. Auf dem Gebiet der literaturwissenschaftlichen Romanistik nehme Küpper eine führende Stellung ein.

## Schriften
- Diskurs-Renovatio bei Lope de Vega und Calderón. Untersuchungen zum spanischen Barockdrama. Mit einer Skizze zur Evolution der Diskurse in Mittelalter, Renaissance und Manierismus (= Romanica Monacensia. Bd. 32). Narr, Tübingen 1990, ISBN 3-87808-770-5 (Zugleich: München, Universität, Habilitations-Schrift).
- Die entfesselte Signifikanz. Quevedo Sueños, eine Satire auf den Diskurs der Spät-Renaissance (= Deutsche Hochschulschriften. Bd. 419). Hänsel-Hohenhausen, Egelsbach u. a. 1992, ISBN 3-89349-419-7.
- Petrarca. Das Schweigen der Veritas und die Worte des Dichters. de Gruyter, Berlin u. a. 2002, ISBN 3-11-017557-6.
- Zum italienischen Roman des 19. Jahrhunderts. Foscolo, Manzoni, Verga, D'Annunzio. Steiner, Stuttgart 2002, ISBN 3-515-08104-6.
- The Cultural Net: Early Modern Drama as a Paradigm. de Gruyter, Berlin u. a. 2018, ISBN 978-3-11-053638-6.